# Лунес Гауауї
Лунес Гауауї (араб. الوناس قاواوي, нар. 28 вересня 1977, Тізі-Узу) — колишній алжирський футболіст, що грав на позиції воротаря.
Виступав, зокрема, за клуб «Кабілія», а також національну збірну Алжиру.

## Клубна кар'єра
У дорослому футболі дебютував 1995 року виступами за команду клубу «Дра Бен Хеда».
Своєю грою за цю команду привернув увагу представників тренерського штабу клубу «Кабілія». Відіграв за команду з Тізі-Узу наступні дванадцять сезонів своєї ігрової кар'єри, вигравши за цей час два чемпіонату Алжиру і три Кубка КАФ.
Після «Кабілії», Гауауї грав за низку алжирських команд, проте ніде надовго не затримувався.
Завершив професійну ігрову кар'єру у клубі «Константіна», за яку виступав протягом 2013—2014 років.

## Виступи за збірну
30 грудня 2001 року дебютував в офіційних іграх у складі національної збірної Алжиру в матчі проти збірної Сенегалу.
У складі збірної був учасником Кубка африканських націй 2002 року у Малі, Кубка африканських націй 2004 року у Тунісі та чемпіонату світу 2010 року у ПАР.
Протягом кар'єри у національній команді, яка тривала 10 років, провів у формі головної команди країни 49 матчів, пропустивши 1 гол.

## Досягнення
- Чемпіон Алжиру (2): 2003/04, 2005/06
- Володар Кубка КАФ (3): Кубок КАФ 2000/2000, 2001, 2002